# Velika Ilova
Velika Ilova ist ein Dorf in der Republika Srpska, Bosnien und Herzegowina. Es gehört zur Gemeinde Prnjavor im Motajica-Gebirge und zählt zu den größten Dörfern dieser Gemeinde.

## Bevölkerung und Religion
100 % der Bevölkerung sind Serben. Velika  Ilova hat sehr viele serbisch-orthodoxe Kirchen. Die bekannteste von ihnen heißt Smederevo.